# Адор (футболист)
Сальвадо́р Химе́нес Марфи́ль (исп. Salvador Jiménez Marfil; род. 2 сентября 1985 года в Малаге) — испанский футболист, нападающий.

## Карьера
Адор начинал свою карьеру в «Малаге». Он участвовал в разных юниорских чемпионатах в составе своего клуба и был победителем юниорского чемпионата Испании в сезоне 2002/03. В том же сезоне нападающий дебютировал за основной состав «Малаги» в матче с «Мальоркой». После этого до 2006 года Адор не провёл ни одного матча за главную команду и выступал за «Малагу B». В период с 2006 по 2007 годы игрок провёл за «Малагу» всего шесть матчей и решил перейти в «Лорку», чтобы чаще играть. За год, проведённый в этой команде, форвард провёл 28 матчей и забил 4 гола. После «Лорки» Адор поиграл в Греции за «Агротикос» и нескольких скромных испанских клубах. В 2013 году играл в чемпионате Вьетнама за «Биньзыонг». Завершил карьеру в 2016 году в клубе «Атлетик» (Фуэнхирола) из Примеры Андалусии (пятой по значимости испанской лиги).

## Достижения
- Обладатель кубка Интертото (1): 2002[1]